# 路德維希王子 (巴伐利亞)
巴伐利亞的路德維希（德語：Ludwig von Bayern，1913年6月22日—2008年10月17日），末代巴伐利亞國王路德維希三世的孫子。

## 家庭
1950年，路德維希與堂妹伊爾明加德結婚，兩人共有1子2女：
1. 柳特波德（1951年出生）
2. 瑪麗亞（1953年—1953年），夭折
3. 菲莉琶（1954年—1954年），夭折